# 城山 (沖縄県)
城山（ぐすくやま）は、沖縄県国頭郡伊江村にある山である。伊江島の中央にそびえる島のシンボルである。標高は172.2メートル。

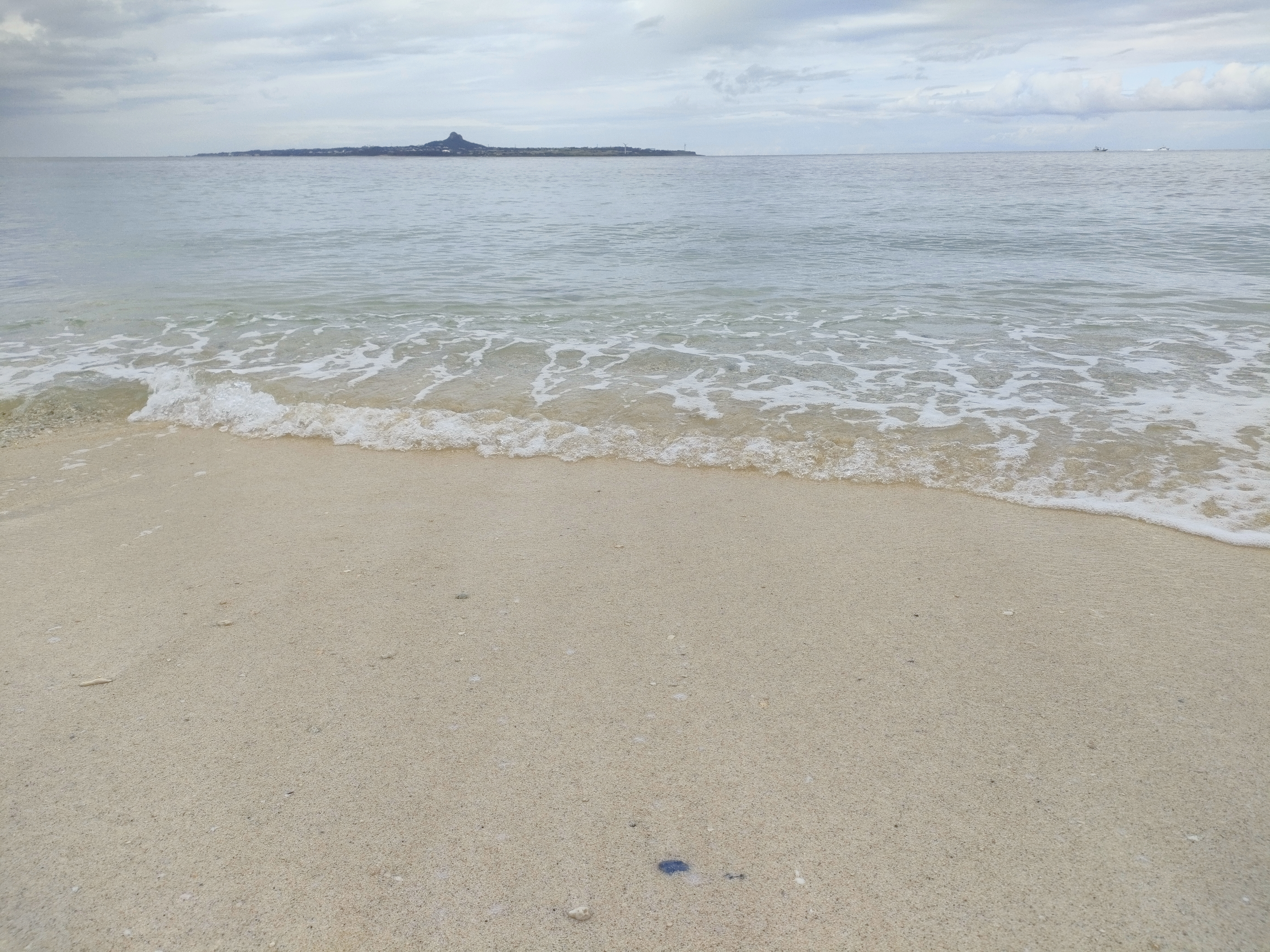
本部町から望む伊江島（左奥が城山。2023年。）

## 概要
沖縄本島や東シナ海海上からよく見えることから、古くから航海の目印ともされてきた。島民からは信仰の対象とされ、聖地でもある。
「タッチュー」の愛称があるが、これは伊江島外での愛称であり、島民は一般に「グスク」もしくは「グスクヤマ」と呼ぶ。
山頂には力タンナーパ（力玉那覇）が残したと伝わる足跡がある。

## 伊江城跡
県指定の史跡「伊江城跡」でもある。中腹の平坦地に拝所（うがんじょ）があり、カムィ焼や中国陶器が出土している。墓跡の痕跡も残っている。なお西側の麓で寛永通宝が出土している。

## オフスクレープ現象
城山はオフスクレープ現象（古い岩盤が新しい岩盤に潜りこむ中で一部が剥がれて新しい岩盤の上に乗る現象）によって形づくられたと考えられている。世界的にも本現象で形作られた山は城山しか発見されていない。